# Wayne Vaz
Wayne Vaz là một cầu thủ bóng đá người Ấn Độ thi đấu ở vị trí hậu vệ cho Churchill Brothers cho mượn từ FC Pune City.

## Sự nghiệp

### Chennai City
Wayne Vaz được mang về bởi đội bóng mới ra mắt I-League là Chennai City F.C. cho mùa giải 2016–17.

### Pune City
Ngày 23 tháng 7 năm 2017, FC Pune City nhắm Vaz như sự lựa chọn thứ 9 ở 2017–18 ISL Players Draft.